# Großsteingrab Wanhöden
Das Großsteingrab Wanhöden (auch Riesenhütte genannt) ist eine Grabanlage der jungsteinzeitlichen Trichterbecherkultur in Wanhöden, einem Ortsteil der Gemeinde Wurster Nordseeküste im Landkreis Cuxhaven in Niedersachsen. Es trägt die Sprockhoff-Nummer 605.

## Lage
Das Grab liegt am nordwestlichen Ortsausgang von Wanhöden, etwa auf halber Strecke zwischen der A27 und dem Seeflughafen Cuxhaven/Nordholz unmittelbar am Rand eines Feldwegs.

## Beschreibung

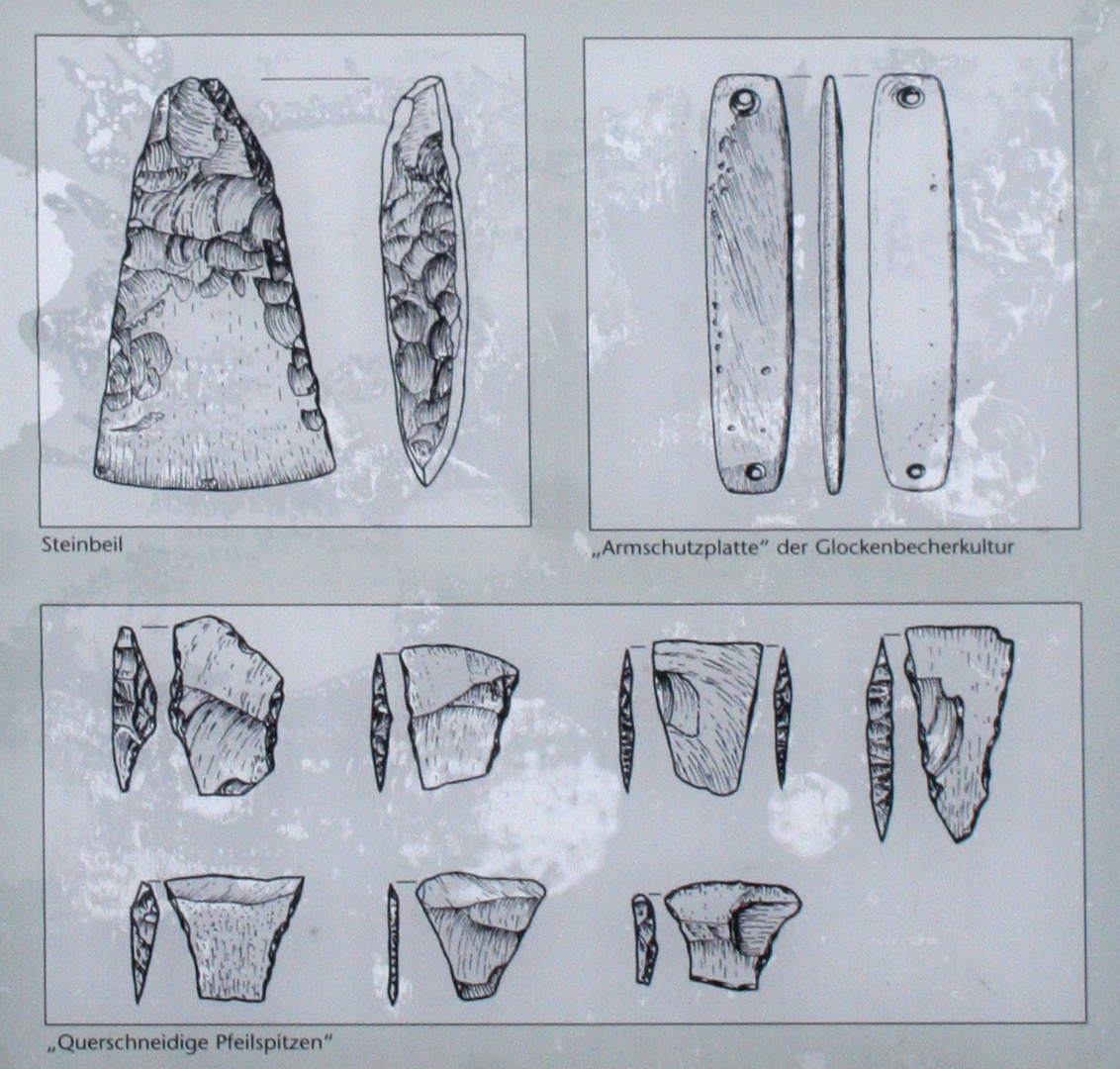
Funde aus dem Großsteingrab

Die Anlage befindet sich in einem recht schlechten Erhaltungszustand. Sie besitzt eine nordwest-südöstlich orientierte Grabkammer von 1,6 m Breite und Länge von etwa 7 m. Von ihr ist lediglich das nordwestliche Ende erhalten. Der Abschlussstein und die beiden angrenzenden Wandsteine der Langseiten stehen noch in situ. Auf ihnen ruht ein Deckstein. Ob ein isoliert liegender Stein im Südosten ebenfalls zur Grabkammer gehört, ist unklar.
1979 fand eine Ausgrabung statt. Dabei kamen Grabbeigaben der Trichterbecherkultur wie etwa ein Feuerstein-Beil und querschneidige Pfeilspitzen zutage, aber auch Funde wie eine steinerne Armschutzplatte, die eine Nachnutzung des Grabes durch Angehörige der endneolithischen Glockenbecherkultur (2600–2200 v. Chr.) belegen. Nach der Grabung wurde eine Abformung der Grabkammer angefertigt und im Niedersächsischen Landesmuseum in Hannover ausgestellt.